# 466 f.Kr.

## Händelser

### Efter plats

#### Grekland
- Kimon överför kriget mot Persiska riket till Mindre Asien och vinner slaget vid Eurymedon i Pamfylien. Detta är ett avgörande nederlag för perserna, eftersom Kimons land- och sjöstyrkor erövrar det persiska lägret och förstör eller erövrar hela den persiska flottan på 200 triremmer (bemannad av fenicier). Många nya allierade rekryteras nu till Aten, såsom handelsstaden Faselis vid den lykisk–pamfyliska gränsen.

#### Italien
- Tyrannen Thrasybulos fördrivs av Syrakusas invånare, varpå staden antar ett mer demokratiskt styrelsesätt.
- Den grekiska kolonin Taras i Magna Graecia besegras av urbefolkningen i det antika Apulien. Den tarantiska monarkin faller och demokrati införs.